# Netsh
Netsh (pour network shell en anglais) est un logiciel utilitaire qui présente une interface utilisateur en ligne de commande de type Win32 pour la gamme des systèmes d'exploitation Windows NT (NT, 2000, XP, 2003 Serveur, Vista, etc.) à partir de Windows 2000. Il permet la configuration du réseau, localement ou à distance.
Une utilisation classique de netsh est la réinitialisation de la pile TCP/IP à ses paramètres d'origine (Sous Windows 98, cette opération nécessitait la réinstallation de l'adaptateur TCP/IP). Dans ce mode, il faut fournir à la commande un fichier journal (log). Celui-ci sera rempli avec les valeurs affectées par netsh.
Netsh permet aussi (entre autres) de changer l'adresse IP de la machine.

## Exemples d'utilisation
Réinitialisation de la pile TCP/IP :
```
netsh interface ip reset C:\resetlog.txt
```

Adresse IP statique :
```
netsh interface ip set address "Connexion au réseau local" static 123.123.123.123 255.255.255.0 
```

Adresse IP dynamique :
```
netsh interface ip set address "Connexion au réseau local" dhcp
```

## Netsh etIPv6
Netsh peut également être utilisé pour lire des informations provenant de la pile IPv6, cette commande est plus facile à utiliser que la commande IPv6.exe et fournit quasiment le même niveau d'information.
Pour afficher votre adresse IPv6 en utilisant netsh :
```
netsh interface ipv6 show address
```